# André Neves Bento
André Neves Bento (Silves, 20 de Setembro de 1979) é um investigador português que tem desenvolvido trabalho nas áreas das ciências sociais, literatura e história moderna. Licenciado em Linguística pela Faculdade de Letras da Universidade de Lisboa, publicou diversos trabalhos.

## Trabalhos publicados
- Alguns dados para uma Biografia de Nita Lupi" in “Actas do 9º Congresso do Algarve”, (Vilamoura: Racal Clube) (1997)
- Portugal Islâmico : os últimos sinais do Mediterrâneo, Catálogo da Exposição, (Lisboa: Museu Nacional de Arqueologia (Portugal),, Ministerio da Cultura, Instituto Português de Museus (1998)
- A Santa Casa da Misericórdia de Silves: Contribuição para a sua História", (Lisboa : Sociedade Histórica da Independência de Portugal) (1998)
- "O Fundamentalismo Islâmico da Iconoclastia Corânica na Interdição à Representação Humana", in “Actas do 10º Congresso do Algarve”, (Alvor: Racal Clube) (1999)
- "Alberto Iria: Biografia do Mestre da Historiografia Henriquino-Expansionista" in “Actas do 10º Congresso do Algarve”, (Alvor: Racal Clube) (1999)
- Samora Barros: Documentos Inéditos - Contribuição para a Biografia do Pintor Algarvio" in “Actas do 10º Congresso do Algarve”, (Alvor: Racal Clube) (1999)
- "Um Caso de Sodomia na Inquisição de Évora. O Processo de Fernão Martins Corte Real (Séc. XVII)", (Albufeira: Racal Clube) (2001)
- "O Assassínio de Issam Sartawi. O Atentado Terrorista Árabe de Montechoro em 1983 e a Questão da Segurança versus Posição Geo-Estratégica da Região Algarvia", (Albufeira: Racal Clube) (2001)
- "Da Ordem de S. Francisco: O Convento de Sto. António do Parxel (Séc. XVII)" (Tavira: Racal Clube)' (2004)
- ""Da Colecção Ferreira d'Almeida: As Obras dos Mestres Rembrandt, Toulouse-Lautrec e Gauguin no acervo do Museu Municipal de Faro", (Tavira: Racal Clube)' (2004)
- ""O Cinema No Algarve: Animatógrafos, Cine-Teatros e Cine-Esplanadas. Contribuição para a História dos Espaços de Exibição Cinematográfica", in “Actas do 13º Congresso do Algarve” (Lagos: Racal Clube (2007)

## Prémios
- Prémio Sociedade História da Independência de Portugal - 1998